# Метод лактационной аменореи
Метод лактационной аменореи (МЛА) — естественный способ контрацепции, основанный на использовании периода отсутствия овуляции в течение исключительного грудного вскармливания в течение первых 6 месяцев после рождения ребёнка.
Для того, чтобы грудное вскармливание было эффективным методом контрацепции, необходимо, чтобы мать давала ребёнку только грудь (исключительно грудное вскармливание) или, в крайнем случае, давала ребёнку грудь почти во все кормления (можно изредка дать сок или воду).
Эффективность при правильном применении около 98 %.

## Условия, которые необходимо соблюдать, чтобы метод был эффективным
- Женщина кормит малыша только грудью без докорма[2].
- Ребёнок берёт грудь каждые 3 часа днём и 1 раз ночью, причём промежуток между ночными кормлениями не должен превышать 6 часов. Чем чаще происходят кормления, тем более эффективен метод.
- Менструации ещё не появились.
- После родов прошло не более 6 месяцев.

Преимуществами метода является поощрение грудного кормления, со всеми вытекающими из этого положительными моментами.
К недостаткам метода относят резкое снижение эффективности при введении докорма и увеличении интервалов между кормлениями.